# يوكيكو كاشيواغي
يوكيكو كاشيواغي (باليابانية: 柏木由紀子؛ بالكانا: かしわぎ ゆきこ) هي مغنية وممثلة يابانية، ولدت في 24 ديسمبر 1947 في سيتاغايا في اليابان.